# ITF feminino de Tampico
O ITF feminino de Tampico – ou Abierto Tampico, na última edição – foi um torneio de tênis profissional feminino, de nível ITF US$ 100.000 +H.
Realizado em Tampico, no sudeste da México, estreou em 2013 e durou cinco edições. Os jogos eram disputados em quadras duras durante o mês de setembro.

## Finais

### Simples
| Ano  | Campeã                 | Vice-campeã       | Resultado      |
| ---- | ---------------------- | ----------------- | -------------- |
| 2017 | Irina Falconi          | Louisa Chirico    | 7–5, 36–7, 6–1 |
| 2016 | Sofya Zhuk             | Varvara Flink     | 6–4, 6–3       |
| 2015 | Lourdes Domínguez Lino | Alizé Lim         | 7–5, 6–4       |
| 2014 | Mariana Duque          | An-Sophie Mestach | 3–6, 6–1, 7–64 |
| 2013 | Indy de Vroome         | Doroteja Erić     | 6–4, 6–3       |

### Duplas
| Ano  | Campeãs                                     | Vice-campeãs                          | Resultado        |
| ---- | ------------------------------------------- | ------------------------------------- | ---------------- |
| 2017 | Caroline Dolehide María Irigoyen            | Kaitlyn Christian Giuliana Olmos      | 6–4, 6–4         |
| 2016 | Mihaela Buzărnescu Elise Mertens            | Usue Maitane Arconada Katie Swan      | 6–0, 6–2         |
| 2015 | María Irigoyen Barbora Krejčíková           | Verónica Cepede Royg Marina Melnikova | 7–5, 6–2         |
| 2014 | Petra Martić Maria Sanchez                  | Kateryna Bondarenko Valeria Savinykh  | 3–6, 6–3, [10–2] |
| 2013 | Maria Fernanda Alvarez Teran María Irigoyen | Constanza Gorches Victoria Rodríguez  | 6–3, 6–4         |